# Waalre (gemeente)

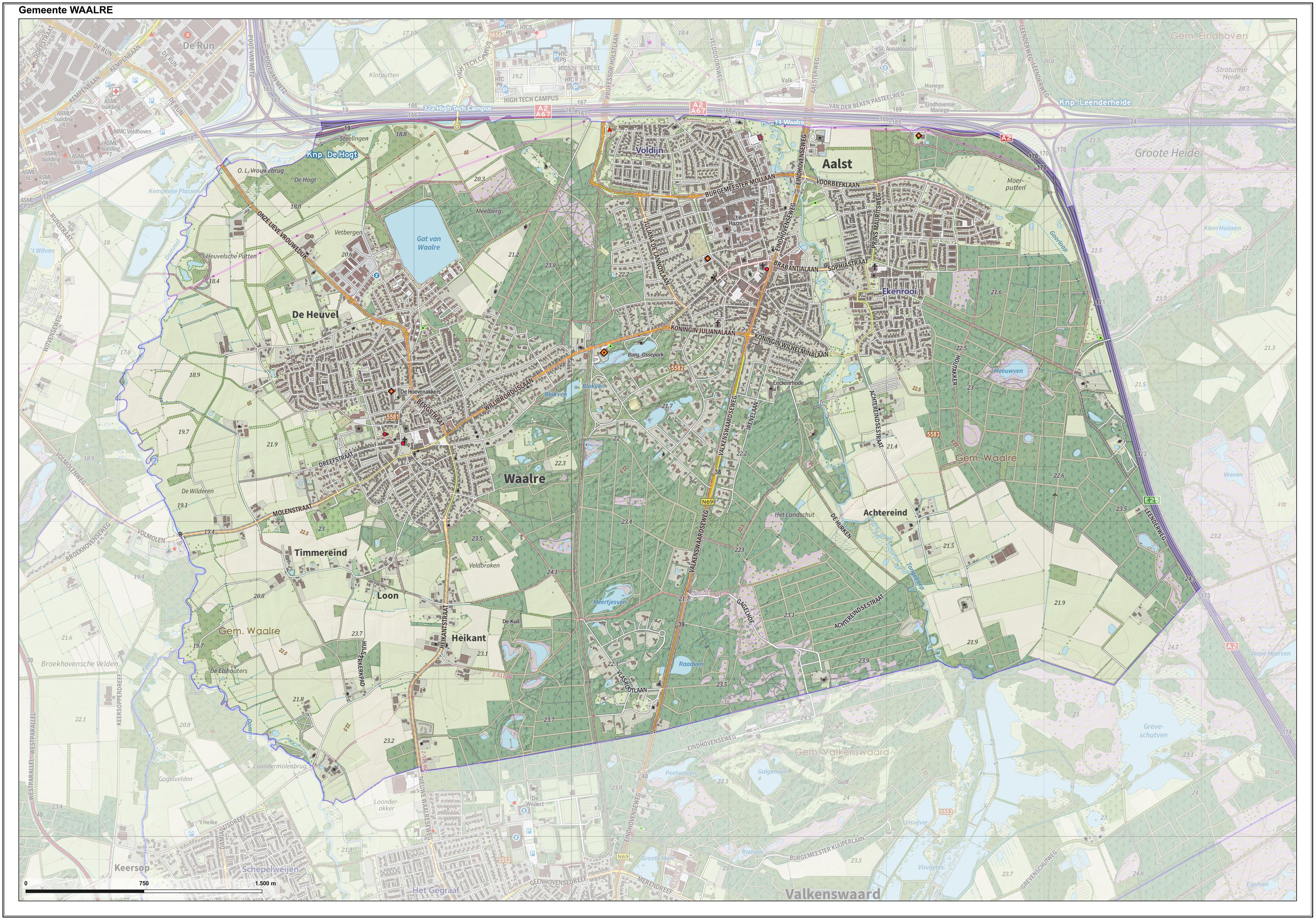
Topografische gemeentekaart van Waalre, september 2022

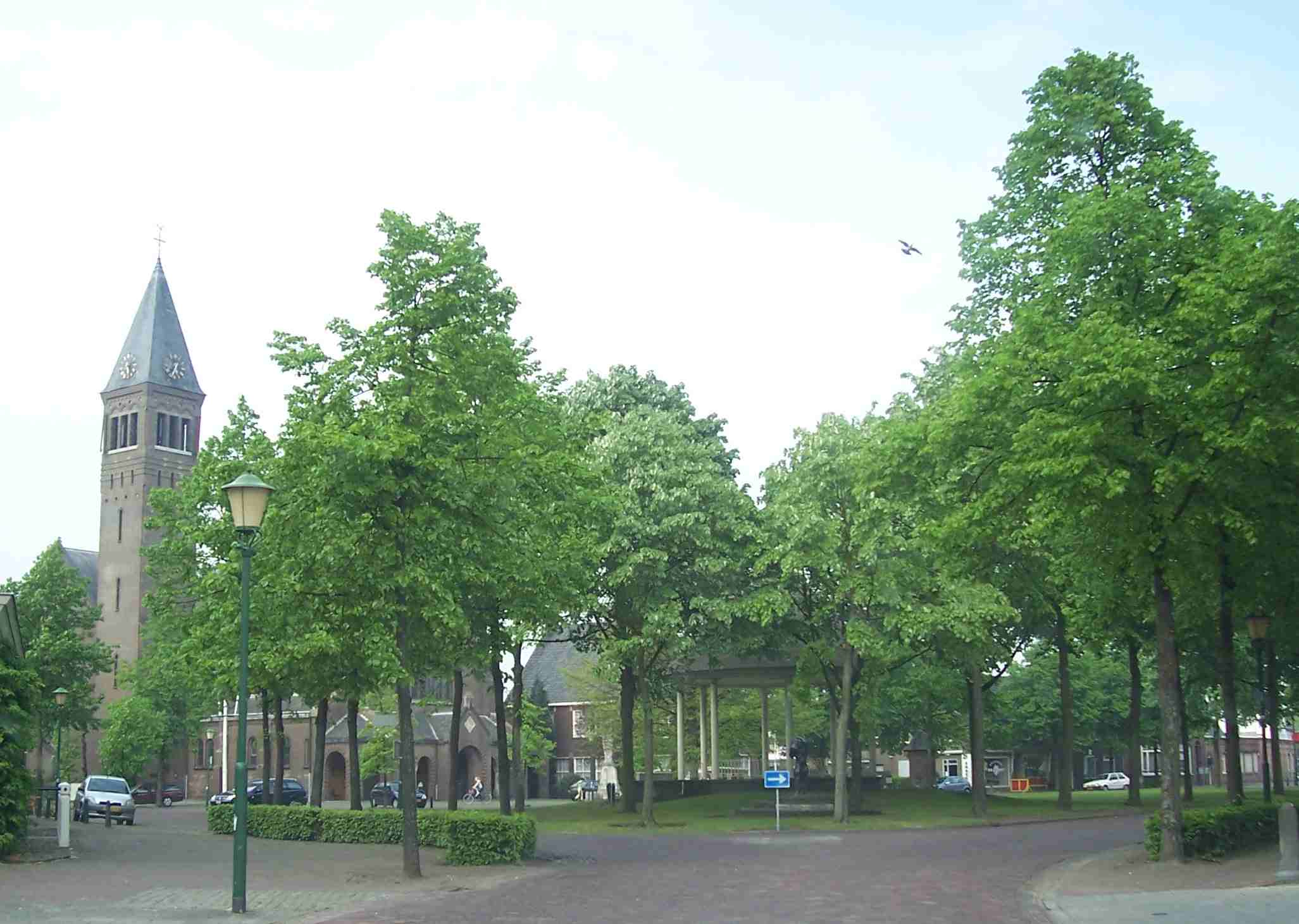
De Markt in Waalre met de ("nieuwe") Willibrorduskerk

Waalre (Brabants: Woldere; uitspraakⓘ) is een gemeente in de Nederlandse provincie Noord-Brabant. Eindhoven vormt de noordgrens, Valkenswaard de zuidgrens; Veldhoven ligt noordwestelijk. Op 22 november 2024 telde de gemeente 17.988 inwoners op een oppervlakte van 22,43 km². De gemeente Waalre maakt deel uit van de Metropoolregio Eindhoven, en is in 1923 ontstaan uit de oude gemeenten Waalre en Aalst.

## Kernen
- Waalre-dorp met o.a. De Heuvel, Heikant, Loon en Timmereind.
- Aalst met o.a. de Voldijn, Ekenrooi en Achtereind.

## Bereikbaarheid
Openbaar vervoer: Vanaf Eindhoven is Waalre bereikbaar met stadsbus 7 (ziekenhuis MMC Veldhoven via Waalre) . De Bravodirect-bussen 317, 318 en 408 naar Dommelen, Luyksgestel en de High Tech Campus (Hermes) doen enkel Aalst-Waalre aan. Het dichtstbijzijnde spoorwegstation is Eindhoven Centraal, tevens knooppunt voor alle stads- en streekbussen.
Wegen: Waalre is gelegen aan de A67 aan de noordkant en de A2 aan de oostkant. Door Aalst liep de drukke verkeersader N69, de directe verbinding tussen Eindhoven en België. Met name in de spits staat het verkeer vaak vast op de historische N69. In 2020-2021 heeft men een vervangende weg aangelegd, gelegen tussen de grens bij Lommel en Veldhoven. Die weg heeft nummer N69 overgenomen.
Luchthaven: Op ongeveer 10-15 km ligt Eindhoven Airport.

## Economie
De meeste inwoners van Waalre werken in buurtgemeenten, met name in Eindhoven.
Waalre kent drie bedrijfsterreinen: Voldijn, Park Diepenvoorde en bedrijventerrein 't Broek.
De twee grootste winkelkernen van de gemeente bevinden zich rond 'Den Hof' in Aalst en rond 'De Bus' in Waalre.

## Sportclubs
- Voetbalvereniging RKVV Waalre
- Voetbalvereniging VV DVS
- Honkbal DVS (De vereniging bestaat nog maar heeft wegens bezuinigingen geen veld meer in de gemeente. De huidige leden spelen daarom geen competitie meer, maar spelen gedurende het jaar mee met diverse toernooien)
- Hockey DVS
- Tennis LTV Eeckenrode
- Tennis WLTV
- Hardloop- en wandelvereniging Loopgroep Waalre
- Handboogsport De Vriendschap Aalst-Waalre
- Volleybalvereniging VC Waalre
- Badminton Club Brabantia
- Volmolense Kano Club VKC
- Schaakclub vereniging Aalst/Waalre

## Carnaval in Waalre
Waalre wordt gedurende carnaval Keiengat genoemd en kent een bruisend carnavalsleven. De grootste vereniging van Waalre is de Algemene Waalrese Carnavalsvereniging De Keien. Deze vereniging is opgericht in 1966 en vierde in 2011 dus haar 45-jarig bestaan. De Keien verzorgt de huis-aan-huis bezorging van het Wolders Lachblad, de krant van carnavalsminnend Waalre. Aalst heeft zijn eigen carnavalsvereniging, CC De Baltrappers.

## Politiek

### Wethouders
(Actueel op 5 mei 2021)
- Vacant - Domein: Ruimtelijke Ontwikkeling, Wonen en Mobiliteit

- Maarten Pieters - Domein: Duurzaamheid, Openbare Ruimte, Dienstverlening, Vastgoed, Financiën

- Liesbeth Sjouw - Domein: Sociaal Domein en Sport en Cultuur

### Gemeenteraad
| Gemeenteraadszetels   | Gemeenteraadszetels | Gemeenteraadszetels | Gemeenteraadszetels | Gemeenteraadszetels | Gemeenteraadszetels | Gemeenteraadszetels | Gemeenteraadszetels |
| Partij                | 1998                | 2002                | 2006                | 2010                | 2014                | 2018                | 2022                |
| --------------------- | ------------------- | ------------------- | ------------------- | ------------------- | ------------------- | ------------------- | ------------------- |
| Aalst-Waalre Belang   | 4                   | 4                   | 2                   | 5                   | 3                   | 4                   | 3                   |
| VVD                   | 4                   | 4                   | 4                   | 4                   | 3                   | 3                   | 3                   |
| D66                   | 2                   | 1                   | 1                   | 2                   | 4                   | 3                   | 3                   |
| CDA                   | 2                   | 3                   | 3                   | 3                   | 3                   | 2                   | 3                   |
| ZW14                  | -                   | -                   | -                   | -                   | 2                   | 2                   | 2                   |
| GroenLinks            | -                   | -                   | 1                   | 1                   | 1                   | 2                   | 2                   |
| PvdA                  | 1                   | 2                   | 4                   | 2                   | 1                   | 1                   | 1                   |
| Gemeente Belangen '74 | 4                   | 3                   | 2                   | -*                  | -                   | -                   | -                   |
| Totaal                | 17                  | 17                  | 17                  | 17                  | 17                  | 17                  | 17                  |
| Opkomst               |                     |                     |                     | 57,18%              | 55,75%              | 59,61%              | 55,61%              |

*: Gemeente Belangen '74 fuseerde met Aalst-Waalre Belang

### Brand gemeentehuis Waalre
Op 18 juli 2012 brandde het monumentale gemeentehuis van Waalre volledig af na een vermoedelijke aanslag waarbij twee (gestolen) auto's in de nacht het pand binnenreden en een vuurzee creëerden. Volgens de politie was het geen ongeluk en was er opzet in het spel. Gemeentelijke diensten werden voor zover dat kon tijdelijk verplaatst naar de brandweerkazerne.
Het gemeentehuis in Waalre had reeds in september 1994 te maken met brandstichting. Er woedde destijds een kleine brand nadat een ruit werd ingegooid. Getuigen zagen iemand wegrijden met gedoofde lichten.

## Bekende inwoners

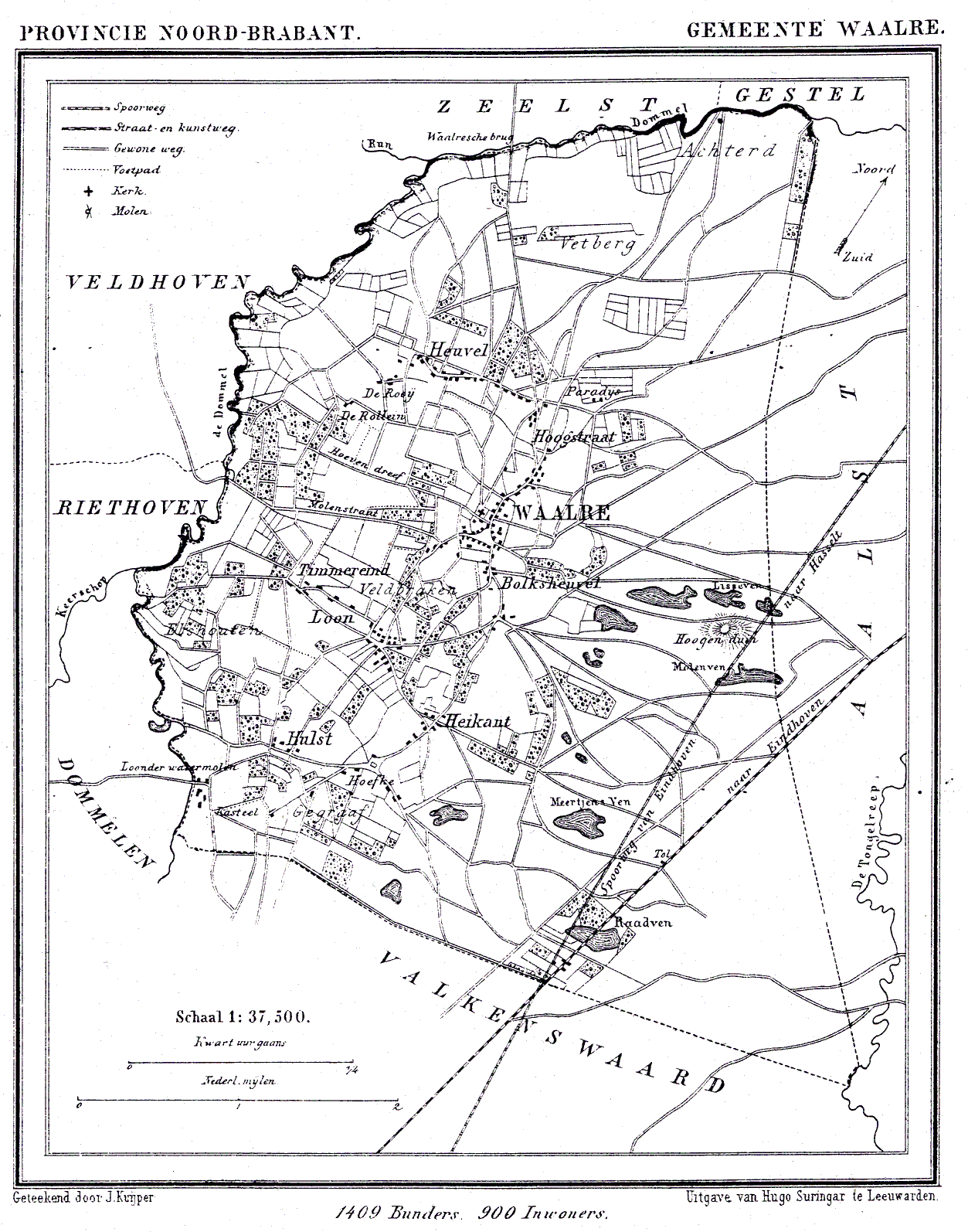
Waalre in 1866

### Geboren in Waalre
- Arnoldus Brocx (1779-1861), politicus, bestuurder
- Rein van Duivenboden (1999), acteur, zanger en presentator
- Babette Holtmann (1981), zangeres en actrice
- Remko Vrijdag (1972), acteur, cabaretier

### Geboren in Aalst
- Carel Kraayenhof (1958), bandeonist

### Woonachtig (geweest)
- Joan van der Brugghen †
- Huibrecht van der Clusen †
- Antoon Coolen †
- Martien van Doorne †
- Paul Haarhuis
- Pieter van den Hoogenband
- Louis Kalff †
- Ben Lesterhuis †
- Harry Lubse
- Henk van Riemsdijk †
- Jan van Katwijk
- Gilles Holst †
- Fredericus van Straelen †
- Franciscus Uijen †
- Pieter Vreede †

## Aangrenzende gemeenten
| Aangrenzende gemeenten | Aangrenzende gemeenten | Aangrenzende gemeenten | Aangrenzende gemeenten | Aangrenzende gemeenten |
| ---------------------- | ---------------------- | ---------------------- | ---------------------- | ---------------------- |
|                        |                        | Eindhoven              |                        |                        |
|                        |                        |                        |                        |                        |
| Veldhoven              | Heeze-Leende           |                        |                        |                        |
|                        |                        |                        |                        |                        |
| Bergeijk               |                        | Valkenswaard           |                        |                        |

## Monumenten
In de gemeente zijn er een aantal rijksmonumenten en oorlogsmonumenten, zie:
- Lijst van rijksmonumenten in Waalre (gemeente)
- Lijst van oorlogsmonumenten in Waalre